# Библейские пророчества
Библейские пророчества — записанные в Библии предсказания каких-либо событий, данные от имени Бога, произнесённые особыми личностями, пророками, и предназначенные для других людей. В широком смысле слова пророчеством в Библии считают не только предсказание будущего, но и любое изложение истины, переданное Богом людям через пророков (обличения, наставления). Библия содержит также упоминания о предсказаниях будущего, исходящих от лжепророков. Ложные предсказания в Библии назывались ещё «прорицаниями» (в значении, близком к гаданию), и обращение к прорицателям и гадателям строго запрещалось.
Пророчества касались конкретных народов, государств, городов, личностей и др. В частности, были даны пророчества о Мессии, который должен был прийти.
С точки зрения христиан и иудеев, все библейские пророчества либо исполнились, либо исполнятся в будущем, что рассматривается ими как доказательство непогрешимости и богодухновенности Библии. С точки зрения скептиков, библейские пророчества либо не исполнились, либо изначально были сформулированы в двусмысленной форме, не дающей возможности судить об их исполнении или неисполнении. Впрочем, очевидно, что даже точное исполнение пророчеств с точки зрения скептиков может быть лишь примером предвидения исторических событий или просто совпадением.

## Классификация пророчеств
Предсказательные и непредсказательные пророчества
Хотя основное использование понятия «пророчество» как в еврейском, так и в греческом языке связано именно с предсказанием будущего, не все пророчества являются предсказательными. Часть из них являются просто боговдохновенными высказываниями на события современности или прошлого или же вдохновенным прославлением.
Условные и безусловные пророчества
Условными пророчествами называют те, исполнение которых зависит от исполнения определённых условий.
Большинство пророчеств Библии являются безусловными.
Символические и несимволические пророчества
Часть пророчеств излагают предсказание в символах, но основная часть являются прямыми предсказаниями, не требующими расшифровки.
Тематика пророчеств
Мессианские пророчества — пророчества Ветхого Завета (Танаха) о Мессии. В иудейской традиции к мессианским пророчествам относят те, которые говорят о Мессии, как о правящем царе Израиля. В христианской традиции к мессианским относят пророчества Ветхого Завета главным образом о первом приходе Христа, которые в иудейской традиции не относят к мессианским.
Эсхатологические пророчества — пророчества Ветхого и Нового Завета о «событиях последних дней», событиях о начале Последнего Суда, втором пришествии Христа, приходе Антихриста, Армагеддоне и связанными с этим событиями.

## Пророчества Библии в богословии и библеистике

### Исагогика (введение в Библию)
В исагогике изучаются вопросы, которые являются вступительными или подготовительными к систематическому изучению Библии или её книг. Это главным образом исторические, литературоведческие, географические, археологические и другие темы исследований, которые затрагивают данную тему исследования. Применительно к теме библейских пророчеств это могут быть вопросы истории написания книг, их канонизации, текстологии, жанра, библейской критики.

#### Авторы пророчеств и пророческих книг
Традиционно принято считать авторов священных текстов людей, которые указаны в самих текстах или считаются таковыми согласно традиционному литературному анализу. Для высшей библейской критики характерно скептическое отношение к авторитету религиозной традиции и гипотезы в пользу более поздних периодов написания книг Библии, исключающие возможность традиционного авторства отдельных книги или её частей. Наиболее известны гипотезы библейских критиков о позднем происхождении книги Даниила и второй и третьей части книги Исаии. Известна также гипотеза о более позднем происхождении книги Откровения, исключающей возможность авторства апостола Иоанна, но в настоящее время она считается противоречащей историческим фактам.

#### Датировка пророчеств
Библейских пророков делят на две группы: ранние пророки (до VIII века до н. э.) и поздние пророки (VIII—IV века до н. э.). Соответственно, в Еврейской Библии (Танахе) раздел пророческих книг разделён на книги ранних и поздних пророков, имеющих принципиальную разницу в содержании. Ранние пророки книг не писали (или их сочинения не сохранились), поэтому книги ранних пророков (Книга Иисуса Навина, Книга Судей, Книги Царств) — исторические по содержанию, о деятельности пророков там лишь упоминается. В христианской традиции эти книги относятся к числу исторических, а не пророческих.
Деление на ранних и поздних пророков — послеталмудическое; законоучители Талмуда называли ранними пророков, действовавших до разрушения Первого храма (Сота 9:12; Та‘ан. 4:2 и др.), а поздними — пророков, живших после возвращения из вавилонского пленения (Тосеф., Сота 13:2; Сота 48б).
Последовательность книг великих пророков в Библии соответствует хронологической последовательности событий. Пророк Исаия был самим ранним из великих пророков, а Даниил — самым поздним. Исаия пророчествовал во время гегемонии Ассирии, Иеремия — в Иудее накануне разрушения Иерусалима и вавилонского плена. Иезекииль — на территории Вавилонской империи во время вавилонского плена в среде уведенных в плен евреев.
Даниил — в самом Вавилоне во время вавилонского плена вплоть до его окончания.
Книги малых пророков в еврейской Библии представляли собой одну книгу. Она объединяла в одно целое произведения пророков, которые жили в различные эпохи. Расположение книг малых пророков приблизительно совпадает с хронологической последовательностью жизни авторов этих книг (больше всего разногласий относительно датировки книг пророков Иоиля и Авдия). Часть книг малых пророков содержат указания на время деятельности пророка. Пророк Иона упоминается в Четвёртой книге Царств (4 Цар. 14:25), Аггей и Захария — в книге Ездры (Ездр.5:1, Ездр.6:14). Относительно книг Иоиля и Авдия существует несколько вариантов датировки времени написания книг. Приблизительное время написания книг пророков Наума, Аввакума и Малахии установлено по содержанию книг.

#### Жанр
Книги Библии, содержащие пророчества, могут содержать тексты, написанные в таких литературных жанрах:
1. проза;
2. поэзия;
3. апокалиптическая литература.

Исторические книги («Ранние пророки» в иудейской традиции) написаны в повествовательной форме (проза), большинство пророческих книг Ветхого Завета — в поэтическом жанре. В переводах Библии поэтический жанр пророческих книг не очевиден, так как различить поэзию и прозу еврейского текста Библии иноязычному читателю довольно сложно, поскольку еврейская поэзия характеризуется ритмом мыслей, а не ритмом звуков.
К апокалиптической литературе относят книгу Даниила и Откровение.

### Истолкование пророчеств. Экзегетика и герменевтика
Вопросы методики истолкования библейского текста рассматриваются в таких дисциплинах как герменевтика и экзегетика. Под экзегетикой понимают дисциплину, которая занимается вопросами методики исследования текста с целью выяснения изначального (выражающего авторский замысел) смысла текста, а под экзегезой — непосредственное исследование текста с этой целью. Задачи библейской герменевтики более обширные, они включают в себя как экзегезу текста, так и вопросы последующего истолкования и применения этих текстов в богословии.
Пророчества как жанр представляют наибольшую сложность для истолкования и соответственно, имеют большое разнообразие как самих вариантов истолкования, так и различных подходов к истолкованию, выражающихся в различных школах, направлениях в богословии и различных взглядах на методику истолкования.
Существуют несколько спорных вопросов в богословии, от которых зависит истолкование текста. Современный американский богослов Генри Верклер выделил пять спорных вопросов в современной библейской герменевтике:
1. Точность толкования. Можно ли установить единственно верное значение текста?
2. Двойное авторство и «sensus plenior». Может ли текст иметь высший смысл (называемый также sensus plenior), дополнительное понимание (понимание Бога), отличное от понимания автора?
3. Вопрос буквальности истолкования. Буквальное, метафорическое и символическое толкование Писания.
4. Роль духовных факторов в процессе восприятия. Влияет ли уровень духовности на понимание библейского текста?
5. Вопрос о безошибочности Писания. Может ли Библия иметь ошибки?

Кроме этого, само понимание библейского текста зависит от отношения читателя к вопросу богодухновенности Библии. Отрицание богодухновенности Библии или понимание вдохновения как обычного, естественного вдохновения, которое испытывали обычные писатели и поэты, несовместимо с принятием взглядов об откровении Бога через различные пророчества.
Наличие разных подходов по несколько принципиальным вопросам приводит в результате к многообразию вариантов истолкования пророчеств. В то же время существуют общие подходы к этим спорным вопросам в среде христиан разных деноминаций, основанные на общих взглядах на некоторые принципиальные вопросы христианского богословия. Например, в среде консервативных христиан преобладает буквальное понимание текстов, которые говорят о том, что несовместимо с взглядами современного общества (например, всемирный потоп, сверхъестественные чудеса, воскресение мёртвых). Либеральные христиане в этих вопросах отдают предпочтения аллегорическим толкованиям, исключающим сверхъестественное вмешательство. Также в либеральном христианстве существуют взгляды, допускающие значительные смысловые ошибки в текстах пророчеств.

#### Богословские системы и истолкования пророчеств
В современном богословии сформировались богословские системы, в рамках которых пророчества Библии истолковываются, исходя из некоторых богословских предпосылок.
При истолковании времени исполнения эсхатологических пророчеств Библии существуют четыре главных богословских подхода:
1. Претеризм — пророчества уже исполнились.
2. Историцизм — пророчества изображают события всей истории церкви.
3. Футуризм — пророчества исполнятся в будущем на протяжении краткого промежутка времени.
4. Идеализм[англ.] — пророчества рассматриваются как аллегории и за некоторым исключением не рассматриваются как буквальные события, которые должны произойти.

В зависимости от понимания соотношения времени второго пришествия Христа и Тысячелетнего царства выделяют такие богословские взгляды в христианской эсхатологии:
1. Премилленаризм — пришествие Христа будет предшествовать Тысячелетнему царству.
2. Постмилленаризм — пришествие Христа будет после Тысячелетнего царства.
3. Амилленаризм — Тысячелетнее царство не понимается буквально и как событие будущего.

## Тема пророчеств в Библии

### Пророки в Библии
В Библии пророки рассматривались как посредники в передачи Божьей вести людям. Это были не люди, обладающие сверхъестественными способностями, а простые люди разного происхождения, которые были избраны Богом для пророческого служения. В ветхозаветное время священство у евреев передавалось по наследству, а к пророческому служению люди призывались Богом индивидуально.
Во время их служения еврейский народ пребывал в духовном упадке, пренебрежение к Закону Моисея стало повсеместным и языческие суеверия и их образ жизни легко усваивались. Поэтому главной задачей пророков было возвращение еврейского народа к их Богу, выведшего их из Египта и к Его Закону. Пророки строго обличали согрешающих, независимо от их положения в обществе (простых людей, священников, царей). Обличения и предупреждения обращены также и к соседним народам. С обличающими и предупреждающими изречениями пророков тесно связаны и их предсказания о будущем Израиля и окружающих государств и народов.
По происхождению пророки были из самых различных слоёв общества, согласно высказываниям Библии, Господь выбирал пророков не по их социальному происхождению, но по их духовным качествам. Из простого сословия были, например, пророки Осия и Амос, а из высшего общества — пророки Исаия, Софония и Даниил, священнического происхождения — пророки Иезекииль и Аввакум.

#### Ранние пророки
Впервые в Библии слово «пророк» потребляется к Аврааму (Быт. 20:7), хотя нигде не упоминается о том, что Авраам предсказывал будущее. Как и другие персонажи Библии, названные пророками, патриархи рассматривались как люди, через которых Бог передавал не только пророческие предсказания, но и слова назидания, обличения и утешения. К таким пророкам относят патриархов Пятикнижия (Торы), таких как Ной, Авраам, Исаак, Иаков, а также Моисей и его брат Аарон. В христианстве к пророкам относят и Еноха, пророчество которого цитируется в Новом Завете (Иуд. 1:14, 15).
К числу ранних пророков исторических книг (в иудейской традиции — Ранние пророки) Библии относятся Самуил, Нафан, Илия, Елисей, кроме них в Библии упоминается ещё множество пророков.

#### Поздние пророки
Собственно пророческими являются лишь книги поздних пророков. При этом в христианстве к числу пророческих относится книга Даниила, которая в Танахе таковой не считается и входит в другой раздел — Писания.
Традиционно по объёму наследия (объём книги) библейских пророков делят на две части:
- Великие пророки: Исаия, Иеремия, Иезекииль и Даниил (только в христианстве);
- Малые пророки: Иоиль, Иона, Амос, Осия, Михей, Наум, Софония, Аввакум, Авдий, Аггей, Захария, Малахия[5].

### Способы получения и передачи пророческой вести
В Библии описаны несколько способов передачи пророческой вести пророку или непосредственно людям. Среди них богословы выделяют такие основные формы передачи вести:
- передача вести во время непосредственного общения человека с Богом в видимом образе, во время так называемого богоявления (теофании);
- «голос с неба», (ивр. בּת קול‎ — Бат Коль, букв. отзвук, отголосок) — передача вести от Бога только в голосовой форме;
- откровение посредством видения;
- откровение через особое сновидение;
- передача вести через ангела;
- особое воздействие Духа Святого на разум человека.

В свою очередь пророк передавал эту весть другим людям в устной или записанной форме.
В некоторых случаях передача пророчества происходила через определённые символические действия пророков, так называемые «наглядное, или зримое пророчество» Примером этих действий были некоторые пророчества Иезекииля — символическая осада города (Иез. 4:1-3), Иеремии — разбитие кувшина (Иер. 19:10-13).

#### Пророчествование и экстатическое состояние
Получение и передача пророческой вести в Библии никак не связывалась с каким-то особым экстатическим состоянием пророков. Пророки получали эту весть, будучи в сознательном состоянии (если это не пророчество через сновидение) и в обычном эмоциональном состоянии (хотя сам факт получения откровения оказывал на них эмоциональное воздействие). Это отличало библейские пророков от языческих и оккультных предсказателей, которые входили в особое экстатическое состояние и при этом сами не понимали то, что они говорят во время этого транса.
Подобное поведение ложных пророков упоминается в Библии. Поведение пророков Ваала характеризуется как «беснование», они громко кричат, призывая Ваала, и колют себя ножами и копьями:

26 И взяли они тельца, который дан был им, и приготовили, и призывали имя Ваала от утра до полудня, говоря: Ваале, услышь нас! Но не было ни голоса, ни ответа. И скакали они у жертвенника, который сделали.
27 В полдень Илия стал смеяться над ними и говорил: кричите громким голосом, ибо он бог; может быть, он задумался, или занят чем-либо, или в дороге, а может быть, и спит, так он проснётся!

28 И стали они кричать громким голосом, и кололи себя по своему обыкновению ножами и копьями, так что кровь лилась по ним.

29 Прошёл полдень, а они все ещё бесновались до самого времени вечернего жертвоприношения; но не было ни голоса, ни ответа, ни слуха.
— 3Цар. 18:26-29
На подобное отличие указывали и богословы ещё в раннем христианстве. В частности, об этом писал Иоанн Златоуст:
«Отсюда мы познаём и нечто другое, именно то, что пророки не были подобны (языческим) прорицателям. У тех, когда бес овладевал их душою, то ослеплял ум и помрачал мысли, и они произносили всё так, что их ум нисколько не понимал произносимого, точно какая-нибудь бездушная флейта издавала звуки. Это подтвердил и один из философов в следующих словах: „прорицатели и гадатели, хотя говорят много, но нисколько не понимают того, что говорят“ (Платон в Апологии Сократа и в разговоре: Менон). Но Дух Святый действует не так, а напротив, Он оставляет сердцу разумение изрекаемого.»
«гадателю свойственно быть в исступлении, увлекаться, неистовствовать как бесноватому; а пророк не таков: он говорит всё с трезвою душою и здоровым рассудком, зная или ясно понимая, что он говорит; так различай пророка и гадателя ещё прежде, нежели исполнится предсказываемое ими.»

#### Критические взгляды на возможность сверхъестественного откровения
С точки зрения представителей «высшей библейской критики» в библиологии, никакого откровения от Бога не было, а пророки были или жертвой самообмана, пребывая в состоянии воодушевления, или же сознательно использовали имя Божье в своих целях, выдавая свои мысли и идеи за откровения от Бога.
С точки зрения ортодоксального богословия, доказательством реальности откровения является как само пророчество, которое через некоторое время сбывается в полной точности с предсказаниями пророков, так и сама жизнь пророков, которые своими страданиями и смертью доказывали отсутствие корыстных намерений в своей деятельности.
Представители либерального богословия часто придерживаются точки зрения концепций «высшей библейской критики»: или, разделяя скептическое отношение ко всему сверхъестественному (пророчествам и чудесам), могут не упоминать пророчества Библии в своих произведениях, или же не используют их в качестве тем для проповедей, сосредотачивая своё внимание на этической или социальной стороне религии.

### Частота и распространённость пророческих откровений
В Библии пророчество рассматривается как особое откровение Бога человеку. В самом начале Библии, в книге Бытия, говорится о непосредственном общении Бога с человеком. В третьей главе книги Бытия описаны обстоятельства грехопадения человека и его последствия. Адам и Ева начали скрываться от Бога, когда после грехопадения услышали Его голос в райском саду (Быт. 3:7-10). Чувства страха и стыда стали серьёзным препятствием для общения Бога с человеком, и после этого Бог лично открывался только небольшому количеству людей, которые должны были потом стать вестниками для других людей. Когда в некоторых случаях Бог особо проявлял Своё присутствие, это приводило многих людей в трепет и они стремились избежать этого общения. Например, когда Бог провозгласил Своим голосом Десять заповедей на Синае, то они в страхе обратились к Моисею с просьбой быть их посредником в общении с Богом:

18 Весь народ видел громы и пламя, и звук трубный, и гору дымящуюся; и увидев то, народ отступил и стал вдали.
19 И сказали Моисею: говори ты с нами, и мы будем слушать, но чтобы не говорил с нами Бог, дабы нам не умереть.

20 И сказал Моисей народу: не бойтесь; Бог пришёл, чтобы испытать вас и чтобы страх Его был пред лицем вашим, дабы вы не грешили.
— Исх. 20:18-20
Моисей рассматривается многими как первый пример пророка в его традиционном понимании. Но впервые пророком в Библии (Быт. 20:7) был назван Авраам, с которым Бог тоже говорил явно, «лицем к лицу». Причём в данном месте Библии пророком его называет Сам Бог.
Моисей не претендовал на то, чтобы быть единственным посредником между Богом и людьми. Когда Моисею донесли, что другие тоже начали пророчествовать в стане Израиля, то Иисус Навин попросил Моисея запретить это. На что Моисей ответил:

29 Но Моисей сказал ему: не ревнуешь ли ты за меня? о, если бы все в народе Господнем были пророками, когда бы Господь послал Духа Своего на них!
— Чис. 11:29
Подобную оценку дару пророчества даёт и апостол Павел:

1 Достигайте любви; ревнуйте о дарах духовных, особенно же о том, чтобы пророчествовать.
— 1Кор. 14:1

29 И пророки пусть говорят двое или трое, а прочие пусть рассуждают.
30 Если же другому из сидящих будет откровение, то первый молчи.

31 Ибо все один за другим можете пророчествовать, чтобы всем поучаться и всем получать утешение.
— 1Кор. 14:29-31
Многими современными христианскими богословами слово «пророчество» в новозаветных книгах рассматривается как синоним «проповеди». Но в этих словах апостола Павла другие богословы видят связь пророчества с откровением свыше, а не с плодом собственных размышлений и со знаниями, которыми человек уже обладает. Пророчество в этом случае рассматривается как новые знания, полученные от непосредственного влияния Духа Святого, а не старые знания, являющиеся плодом познания. Часть христианских богословов считает, что в послеапостольское время пророчество уже не будет проявляться в церкви, другие же, наоборот, считают, что дар пророчества всегда будет проявляться в церкви, обладающей истиной и ведомой Духом Святым.

### Пророческие периоды
Большая часть пророчеств Библии не связана с конкретными датами и периодами времени. Но часть пророчеств содержит упоминания временных периодов. Большая часть из них указаны непосредственно в явной форме. Некоторые пророческие периоды были даны в откровении сначала в символической форме, а потом их при истолковании перевели во временной период, например, истолкования Иосифом снов фараона о 7 годах изобилия и 7 годах голода (Быт. 41:1—36).
| Период                                  | Тема                             | Упоминание в Библии | Время исполнения в богословии | Время исполнения в богословии | Время исполнения в богословии | Время исполнения в богословии | Время исполнения в богословии |
| Период                                  | Тема                             | Упоминание в Библии | Иудаизм                       | Претеризм                     | Историцизм                    | Футуризм                      | Другие истолкования           |
| 3,5 года                                | Засуха в Израиле                 | 3Цар.17:1, Иак.5:17 | при Ахаве                     | при Ахаве                     | при Ахаве                     | при Ахаве                     |                               |
| 70 лет                                  | Вавилонский плен                 | Иер.25:11,12        |                               |                               |                               |                               |                               |
| Время, времена и полувремена (3,5 года) | Малый рог                        | Дан.7:25            |                               | при Антиохе IV                | 312 — 1572 538—1798           | в будущем                     |                               |
| 2300 вечеров и утр                      | «Опустошительное нечестие»       | Дан.8:9-14          |                               | при Антиохе IV                | 457 до н. э. — 1844 (АСД)     |                               |                               |
| Семьдесят седьмин                       | Время для Израиля                | Дан.9:24-27         |                               |                               |                               |                               |                               |
| * 69 седьмин                            | --//--                           | Дан.9:25,26         |                               |                               | 457 до н. э. — 27 н. э.       |                               |                               |
| * последняя седьмина                    | --//--                           | Дан.9:27            |                               |                               | 27 — 34                       | в будущем (дисп.)             |                               |
| Время, времена и полувремена (3,5 года) | «низложение силы народа святого» | Дан.12:7            |                               | при Антиохе IV                | 312 — 1572 538—1798           |                               |                               |
| 1290 дней                               | Мерзость запустения              | Дан.12:11           |                               |                               | 508 — 1798 (АСД)              | в будущем                     |                               |
| 1335 дней                               |                                  | Дан.12:12           |                               |                               | 508 — 1843 (АСД)              |                               |                               |
| 5 месяцев                               | Саранча                          | Откр.9:5,10         |                               |                               |                               | в будущем                     |                               |
| Год, месяц, день, час                   | 4 ангела при Евфрате             | Откр.9:15           |                               |                               |                               | в будущем                     |                               |
| 42 месяца (3,5 года)                    | Время язычников                  | Откр.11:2           |                               | I век н. э.                   | 312 — 1572 538—1798           | в будущем                     |                               |
| 1260 дней (~3,5 года)                   | Проповедь 2 свидетелей           | Откр.11:3-6         |                               | I век н. э.                   | 538 — 1798                    | в будущем                     |                               |
| 3,5 дня                                 | Смерть 2 свидетелей              | Откр.11:7-11        |                               |                               |                               | в будущем                     |                               |
| 1260 дней (~3,5 года)                   | Жена в пустыне                   | Откр.12:6           |                               | I век н. э.                   | 312 — 1572 538—1798           | в будущем                     |                               |
| Время, времена и полувремена (3,5 года) | Жена в пустыне                   | Откр.12:14          |                               | I век н. э.                   | 312 — 1572 538—1798           | в будущем                     |                               |
| 42 месяца (3,5 года)                    | Зверь, вышедший из моря          | Откр.13:5           |                               | I век н. э.                   | 312 — 1572 538—1798           | в будущем                     |                               |
| 1000 лет                                | Тысячелетнее царство             | Откр.20:1-7         |                               | сейчас                        | в будущем                     | в будущем                     |                               |

#### Пророческие периоды, указанные через символы
Через пророческие символы были указано несколько периодов:
- 7 лет изобилия и 7 лет голода (сны фараона, растолкованные Иосифом, Быт. 41:1—36)
- 390 и 40 лет наказания Израиля и Иуды (лежание Иезекииля на боку, Иез. 4:1—17, принцип «день за год[англ.]»)
- 7 времен (лет) над царем Навуходоносором (сон Навуходоносора, Дан. 4:1—34)

По мнению части христианских богословов, книга Откровение содержит указания на пророческие периоды в истории христианства, но данные в символической форме. Чаще всего этот подход применяют к посланиям к [Семи церквям Апокалипсиса] (Отк. 2, 3). Послания семи церквям отождествляют в этом подходе с характеристикой семи эпох в истории христианства. В некоторых случаях этот подход распространяют и на такие темы Апокалипсиса, как четыре всадника Апокалипсиса, снятия семи печатей (Отк. 5:1 — 6:17) и на тему семи труб (Отк. 8:2 — 9:21).

## Реакция людей на пророчества и отношение к пророкам
Утверждения пророков о наличии особых откровений от Бога ставились под сомнения многими людьми, даже теми, кто их хорошо знал.
Характерным примером являются слова Аарона и пророчицы Мариам, сестры Моисея: «и сказали: одному ли Моисею говорил Господь? не говорил ли Он и нам?» (Чис. 12:2) Сразу же описана реакция со стороны Бога:

5 И сошёл Господь в облачном столпе, и стал у входа скинии, и позвал Аарона и Мариам, и вышли они оба.
6 И сказал: слушайте слова Мои: если бывает у вас пророк Господень, то Я открываюсь ему в видении, во сне говорю с ним;
7 но не так с рабом Моим Моисеем, - он верен во всём дому Моему:
8 устами к устам говорю Я с ним, и явно, а не в гаданиях, и образ Господа он видит; как же вы не убоялись упрекать раба Моего, Моисея?
— Чис. 12:6-9
Но в большинстве случаев сомнения в богоизбранности не подтверждались особыми откровениями и чудесами. Много пророков было убито их современниками, об этом говорят как сохранившиеся предания времён Ветхого Завета, так и слова Нового Завета:

Кого из пророков не гнали отцы ваши?
— Деян. 7:52
Иисус Христос представляет пророков как посланных Им (до воплощения) и говорит об убийствах и гонениях на пророков:

34 Посему, вот, Я посылаю к вам пророков, и мудрых, и книжников; и вы иных убьёте и распнёте, а иных будете бить в синагогах ваших и гнать из города в город;
35 да придёт на вас вся кровь праведная, пролитая на земле, от крови Авеля праведного до крови Захарии, сына Варахиина, которого вы убили между храмом и жертвенником.
36 Истинно говорю вам, что всё сиё придёт на род сей.
37 Иерусалим, Иерусалим, избивающий пророков и камнями побивающий посланных к тебе! сколько раз хотел Я собрать детей твоих, как птица собирает птенцов своих под крылья, и вы не захотели!
— Матфея. 23:34-38
Пророки могли высказывать сомнения в том, что их весть будет принята людьми. Моисей в ответ на призвание высказал сомнение:

1 И отвечал Моисей и сказал: а если они не поверят мне и не послушают голоса моего и скажут: не явился тебе Господь?
— Исх. 4:1,2
Моисею в ответ Бог обещал подтвердить чудесами тот факт, что с ним был Бог.
Пророку Иеремии при призвании было сказано Богом:

25 С того дня, как отцы ваши вышли из земли Египетской, до сего дня Я посылал к вам всех рабов Моих - пророков, посылал всякий день с раннего утра;
26 но они не слушались Меня и не приклонили уха своего, а ожесточили выю свою, поступали хуже отцов своих.
27 И когда ты будешь говорить им все эти слова, они тебя не послушают; и когда будешь звать их, они тебе не ответят.
— Иер. 7:25-28
Все те обличения и предостережения, которые были переданы Богом через Иеремию, действительно не были выслушаны, Иеремия был брошен в заточение, из которого вышел только после взятия Иерусалима, которое и было предсказано через него (Иеремия, 34 глава).
Поскольку пророческая деятельность многих пророков сопровождалась чудесами, люди иногда просили и других пророков подтвердить чудесами своё призвание. На подобные ожидания указал апостол Павел: «Ибо и Иудеи требуют чудес, и Еллины ищут мудрости» (1Кор.1:22). Но в то же время чудеса, совершённые Иисусом Христом и апостолом Павлом, не убедили большинство иудеев в том, что через них действовал Бог. Иисус в заключение своей притчи о богаче и Лазаре сказал устами Авраама: «если Моисея и пророков не слушают, то если бы кто и из мёртвых воскрес, не поверят» (Лук.16:31). В христианском богословии эти слова сопоставляются с воскрешением Иисусом Лазаря (от Иоанна 11 глава), результатом которого было не уверование иудеев, а заговор против Иисуса с целью убить Его.

### Попытки не допустить исполнения пророчества
В Библии описано несколько случаев, когда люди пытались не допустить исполнения пророчеств.
Царь Саул, который вначале пророчествовал, потом сознательно не исполнил прямое повеление Господа. И за это он был отвергнут Богом, как царь Израиля (1 Цар. 15). Понимая это, Саул противился явно выраженной воле Божьей и преследовал Давида, который вместо него был помазан пророком Самуилом на царя Израиля. Не получая ответа от Бога, он нарушил ещё волю Божью тем, что обратился к волшебнице, хотя это было запрещено Законом Моисея. В итоге он бесславно погиб в сражении с филистимлянами, а Давид стал царём.
Хотя Ревекке было предсказано, что «больший будет служить меньшему» (Быт. 25:23), её муж Исаак, пренебрегая пророчеством, пытался дать благословение Исаву (Быт. 27), а не Иакову, как было предсказано. Но благословение всё же получил Иаков, вопреки воле самого Исаака.
Израильтяне безуспешно пытались завоевать Ханаан после того, как Господь объявил, что они не увидят «земли обетованной», потому что поверили большинству соглядатаев, посланных в Ханаан (Чис. 14).
Когда Ахав проигнорировал пророчество пророка Михея, что он погибнет в бою, он всё же не избежал гибели и погиб от «случайно» пущенной стрелы (3 Цар. 22:1-40).

## Пророчества в книгах Библии
Книги Библии содержат пророчества как в книгах, которых принято называть «пророческими», так и в других книгах Библии. К пророческим книгам Библии относят книгу Откровение и часть книг Ветхого Завета.

### Пятикнижие Моисея
Большая часть книг Пятикнижия Моисея описывает историю жизни патриархов (книга Бытия) и историю еврейского народа от исхода из Египта до начала завоевания Ханаана (территория современного Израиля, палестинских территорий и части Иордании и Сирии). Пророчества в этих книгах связаны в основном с еврейским народом, а кроме этого, содержат пророчества и о некоторых других народах.

#### Книга Бытия
| Пророчество                                    | Текст в книге    | Тематика пророчества              | Исполнение     | Способ передачи откровения        | Посредник или пророк | Получатель вести | Комментарии                                                                                       |
| ---------------------------------------------- | ---------------- | --------------------------------- | -------------- | --------------------------------- | -------------------- | ---------------- | ------------------------------------------------------------------------------------------------- |
| Проклятие земли                                | 3:14-19          | общеисторическое                  |                | голос Божий                       | нет                  | Адам и Ева       |                                                                                                   |
| Семя жены                                      | 3:15             | мессианское                       |                | голос Божий                       | нет                  | Адам и Ева       | первое пророчество о Мессии (христианство)                                                        |
| Всемирный потоп                                | 6:3-7            | общеисторическое                  | 7,8 главы      | «сказал Господь»                  | нет                  |                  |                                                                                                   |
| Всемирный потоп                                | 6:13-7:4         | общеисторическое                  | 7,8 главы      | «сказал Господь»                  | нет                  | Ной              |                                                                                                   |
| Благословение Сима и Иафета, проклятие Ханаана | 9:25-27          | общеисторическое                  |                | вдохновение                       | Ной                  | сыны Ноя         |                                                                                                   |
| Потомство Авраама                              | 12:1-3, 13:14-17 | общеисторическое, История Израиля |                | «сказал Господь»                  |                      | Авраам           |                                                                                                   |
| Потомство Авраама                              | 15:1-6           | общеисторическое, Израиль         |                | видение                           |                      | Авраам           |                                                                                                   |
| Потомство Авраама (от Сарры)                   | 17:1-22          | общеисторическое, Израиль         |                | Богоявление                       |                      | Авраам           |                                                                                                   |
| Рождение Исаака                                | 18:1-15          | Израиль                           | 21:1-3         | Богоявление и/или явление ангелов |                      | Авраам и Сарра   |                                                                                                   |
| Потомство Авраама (об избрании)                | 18:17-19         | Израиль                           |                | Богоявление и/или явление ангелов |                      |                  |                                                                                                   |
| Благословение Авраама (о потомстве)            | 22:15-17         | общеисторическое, Израиль         |                | голос ангела                      | Ангел Господень      | Авраам           |                                                                                                   |
| О потомках Измаила                             | 17:20            | история Ближнего Востока          |                | Богоявление                       |                      | Авраам           |                                                                                                   |
| Об Исааке и изгнании Измаила                   | 21:12-13         | история Ближнего Востока          |                |                                   |                      | Авраам           |                                                                                                   |
| Об Измаиле                                     | 21:17,18         | история Ближнего Востока          |                | явление ангела                    | ангел                | Агарь            |                                                                                                   |
| Земля обетованная                              | 12:1, 13:14-17   | Израиль                           |                | «сказал Господь»                  | нет                  | Авраам           |                                                                                                   |
| Земля обетованная                              | 12:7, 17:8       | Израиль                           |                | Богоявление                       |                      | Авраам           |                                                                                                   |
| Земля обетованная                              | 15:7-21          | Израиль                           |                |                                   |                      | Авраам           |                                                                                                   |
| Египетское рабство                             | 15:13-16         | Израиль, Египет                   | Исх. 1 гл.     |                                   |                      | Авраам           |                                                                                                   |
| Десять казней египетских                       | 15:14            | История Египта                    | Исх.7:13-12:30 |                                   |                      | Авраам           |                                                                                                   |
| Исход Израиля с большим имуществом             | 15:14            | Израиль, Египет                   | книга Исход    |                                   |                      | Авраам           |                                                                                                   |
| Уничтожение Содома и Гоморры                   | 18:20-33         | народы и города                   | 19:24-29       | Богоявление и/или явление ангелов |                      | Авраам           |                                                                                                   |
| Уничтожение Содома и Гоморры                   | 19:12-22         | народы и города                   | 19:24-29       | явление ангелов                   | ангелы               | Лот              |                                                                                                   |
| Откровение Авимелеху                           | 20:1-7           | личное                            | 20:17,18       | сновидение                        |                      | Авимелех         | На осн. 20:7,17 богословы предполагают наличие болезни у Авимелеха, исцелённой по молитве Авраама |
| Об Иакове и Исаве                              | 25:23            | Израиль                           |                | «сказал Господь»                  |                      | Ревекка          |                                                                                                   |
| Повторение Исааку обетования, данного Аврааму  | 26:2-5           | Израиль                           |                | Богоявление                       |                      | Исаак            |                                                                                                   |

### Исторические книги Ветхого Завета
Исторические книги Ветхого Завета охватывают период от начала завоевания Ханаана до разрушения Иерусалима Навуходоносором. Последние главы Четвёртой книги Царств и Второй книги Паралипоменон описывают события, которые являются историческим фоном для некоторых пророческих книг Ветхого Завета (книги Исаия, Иеремии, Иезекииля). Предыдущие главы содержат описание исторических событий и в том числе описание жизнедеятельности некоторых ранних пророков.

### Поэтические и учительные книги Ветхого Завета
В этой части Ветхого Завета некоторые пророчества содержатся в книге Псалтирь. Это в основном пророчества о Мессии, суде Божьем.

### Пророческие книги Ветхого Завета
В христианской традиции к каноническим пророческим книгам Ветхого Завета относят книги так называемых «великих» и «малых» пророков, включая книгу Даниила и Плач Иеремии. В христианской Библии эти книги следуют после так называемых «учительных» и «поэтических» книг Библии.
Православные Библии содержат среди пророческих книг следующие неканонические тексты: книгу Послание Иеремии, книгу Варуха, 7 неканонических добавлений к книге Исаии, 5 добавлений к книге Иеремии, 3 добавления к книге Иезекииля и 7 добавлений к книге Даниила. У католиков книга Варуха считается девтероканонической.
В греческой, славянской и русской Библии эти книги размещены в следующем порядке (знаком * отмечены неканонические книги):
- Исаии (Йешайяху)
- Иеремии (Ирмияху)
- Плач Иеремии (Эйха), в еврейской Библии входит в Писания
- Послание Иеремии*
- Варуха*
- Иезекииля (Йехезкель)
- Даниила (Даниэль), в еврейской Библии входит в Писания
- Осии (Хошеа)
- Иоиля (Йоэль)
- Амоса (Амос)
- Авдия (Овадья)
- Ионы (Йона)
- Михея (Миха)
- Наума (Нахум)
- Аввакума (Хавакук)
- Софонии (Цфания)
- Аггея (Хагай)
- Захарии (Зехарья)
- Малахии (Мала’хи)

В иудейской традиции к разделу Библии «Пророки» (др.-евр. — «Невиим») относят большую часть исторических книг по христианской классификации (под названием «Ранние пророки»): книги Книга Иисуса Навина, Книга Судей Израилевых, Самуила (1 и 2 Царств), Царей (3 и 4 Царств) и не включают книги Даниила и Плач Иеремии. В еврейской Библии пророческие книги (в христианском понимании) под название «Поздние пророки» следуют сразу за разделом «Ранние пророки», а раздел «Писание» (в который включают Книгу Даниила и Плач Иеремии) — после «Поздних пророков». При этом книги двенадцати «Малых пророков» объединены в одну книгу.

#### Книга пророка Исаии
В религиозной традиции автором всей книги считается пророк Исаия, сын Амоса. В настоящее время большая часть светских библеистов считают, что книга написана как минимум тремя разными людьми. Причиной этого является то, что книга состоит из трёх частей, причём вторая часть (главы 40-55) содержат пророчества, которые исполнились после смерти пророка Исаии. По их мнению, вторая часть книги (так называемый Второ-Исаия) написана во время непосредственного исполнения этих пророчеств. Подобное мнение разделяют и либеральные христианские богословы и библеисты, в то время как в консервативном христианстве преобладает традиционная точка зрения.
Книга содержит пророчества о Мессии, Израиле, Вавилоне (который во время пророка Исаии не был сильным государством) и других окружающих Израиль народах, и о грядущем царстве Божьем.

#### Книга пророка Иеремии
Книга содержит пророчества, связанные с вавилонским пленом и разрушением Иерусалима и Иерусалимского храма. Иеремия в своих речах обличал еврейский народ и его правителей за отступление от истинного Бога и предсказывал грядущие бедствия от вавилонского завоевания как наказание за грехи Израиля. Иеремия призывал покориться власти Вавилона, что встречало ожесточенную реакцию со стороны правящей элиты. В то же время он говорил и о будущем окончании вавилонского плена и наказании Вавилона, по истечении семидесяти лет:
11 И вся земля эта будет пустынею и ужасом; и народы сии будут служить царю Вавилонскому семьдесят лет.
12 И будет: когда исполнится семьдесят лет, накажу царя Вавилонского и тот народ, говорит Господь, за их нечестие, и землю Халдейскую, и сделаю её вечною пустынею.
(Иер.25:11-13)

#### Книга пророка Иезекииля
Книгу написал в вавилонском плену священник Иезекииль, который был современником Иеремии (жившим в Иерусалиме) и Даниила (жившим при дворе вавилонских царей).
По содержанию в книге богословы и библеисты выделяют три части:

1 часть (главы 1—24) содержит пророчества, связанные с вавилонским пленом, осадой и завоеванием Иерусалима;

2 часть (главы 25—32) содержит пророчества о судах над окружающими народами;

3 часть (главы 33—48) содержит пророчества, посвящённые отдалённому будущему — мессианское царство Божье, воскресение мёртвых, будущие благословения Израилю.
Видения этого пророка отличаются большой сложностью для понимания. По словам блаженного Иеронима, начало и конец этой книги (содержащие описания видений) иудеям не разрешалось читать до достижения ими возраста священнического служения (тридцати лет). Некоторые части этой книги (например, видение «божественной колесницы») запрещались публично комментировать законоучителями Талмуда.

#### Книга пророка Даниила
Книга написана Даниилом, жившим при дворе вавилонских царей, который после покорения Иерусалима Навуходоносором ещё в юности был уведен в плен вместе с другими молодыми людьми знатного происхождения и жил там до окончания 70-летнего вавилонского плена и в дальнейшем и при дворе мидо-персидского царя Дария.
Первая часть книги (1-6 главы) написана в повествовательном стиле и содержит историю жизни Даниила при дворе царей вавилонских и мидо-персидских, где он занимал высокое положение. В этих главах описано, как Даниил даёт толкование снам царя Навуходонора (2 и 4 главы) и даёт объяснение таинственным словам, начертанным на стене внезапно возникнувшей рукой, во время пира вавилонянской знати в осаждённом персами Вавилоне (5 глава).
Вторая часть книги содержит пророчества, данные в видениях и откровениях ангелов, которые исследователи характеризуют как апокалиптические. Подобный стиль и тематика откровений характерна для книги Откровения и некоторых пророчеств Иисуса, записанных в Евангелиях.

### Книги Нового Завета
Новый Завет содержит только одну пророческую книгу — Откровение Иоанна Богослова (или Апокалипсис). В то же время другие книги Нового Завета содержат предсказания о будущем или описания событий, которые в христианском богословии интерпретируются как исполнение пророчеств.

#### Евангелия
Четыре Евангелия содержат описания жизни Иисуса Христа и событий, которые предшествуют Его Рождению и некоторые события после Его смерти и воскресения. Эти события во многих местах Евангелий связываются с пророчествами Ветхого Завета.
Евангелия также содержат пророческие высказывания Иисуса. Предсказанию будущих бедствий посвящены 24 глава Евангелия от Матфея и 21 глава Евангелия от Луки, в которых изложены пророчества Иисуса, произнесенные в Иерусалимском храме накануне Пасхи, во время которой Он был распят. В частности, Он предсказывал разрушение Иерусалимского храма, который был разрушен в 70 году.

## Наиболее знаменитые пророчества
Из всего множества пророчеств Библии некоторые пророчества привлекли и привлекают больше всего внимания как богословов, так и представителей религиозных направлений и религиоведов, критиков и атеистов. Чаще всего выделяют такие пророчества:
- Пророчества о последовательности смены мировых империй и их соперничества. Это пророчества нескольких глав книги Даниила: второй, седьмой, восьмой и одиннадцатой. Некоторые государства названы по имени, другие же только в символах. В 11 главе книги Даниила с 5 стиха говорится о противостоянии двух царей, и эти пророчества часто связываются с пророчествами предыдущих глав книги Даниила.
- Пророчества о гонениях и преследованиях за веру. В книге Даниила эти пророчества переплетаются с пророчествами о смене империй. В книге Откровения этой теме посвящено несколько глав. Особое место занимает 13 глава книги Откровения, говорящая о числе зверя (666).
- Эсхатологические пророчества, в особенности пророчества о втором пришествии Иисуса Христа, Армагеддоне. Эти события в обыденном сознании многих людей ассоциировались с концом света.
- Мессианские пророчества. В этих пророчествах отображены основные надежды верующих христиан и иудеев, связанные с приходом Мессии — Спасителя мира.

## Основные темы пророчеств

### Народы и государства в пророчествах
Судьба различных государств и народов является частой темой пророчеств Ветхого Завета. Центральное место среди этих пророчеств занимают пророчества, которые посвящена еврейскому народу, Израильскому царству и Иудее. В христианском богословии эти пророчества рассматривается не только как пророчества о судьбе еврейского народа и еврейского государства, но многие из них считаются пророчествами о судьбе новозаветного народа Божьего, которым в теологии замещения считают христианскую церковь (подобные взгляды отвергают сторонники идей диспенсационализма и так называемого христианского сионизма).

#### Пророчество Ноя
В традиционном богословии все народы считаются потомками сынов Ноя — Сима, Хама и Иафета, сыны которых, в свою очередь, считаются родоначальниками многих современных народов и народов древности. И первое пророчество, которое касалось будущей судьбы народов, исходило от Ноя. Сын Ноя Хам, увидел своего отца случайно обнажённым в шатре, уснувшим после употребления вина. И он рассказал об этом своим братьям. Сим и Иафет, узнав это, взяли одежды отца своего и укрыли наготу его, войдя в шатер спиной к отцу и не глядя на него. Ной же, когда проснулся, узнал об этом и изрёк пророчество:

25 и сказал: проклят Ханаан; раб рабов будет он у братьев своих.
26 Потом сказал: благословен Господь Бог Симов; Ханаан же будет рабом ему;

27 да распространит Бог Иафета, и да вселится он в шатрах Симовых; Ханаан же будет рабом ему.
— Быт. 9:25-28
В богословии эти слова рассматривают как пророчество о будущей судьбе индоевропейских народов (потомков Иафета), семитских народов (потомков Сима) и африканских народов (потомков Хама через его сына Ханаана). Рабство африканских народов и завоевание семитскими и индоевропейскими народами ханаанских народов считается исполнением этого пророчества.

#### Пророчества об окружающих Израиль государствах и народах в книгах Библии
| Книги Библии            | Египет                       | Ассирия                                                                              | Вавилон                                                                | Моав                        | Аммон                       | Едом                          | Сирия (Дамаск)                 | Филистим- ляне        | Тир                            | Сидон               | Ефиопия                           | Другие народы |
| ----------------------- | ---------------------------- | ------------------------------------------------------------------------------------ | ---------------------------------------------------------------------- | --------------------------- | --------------------------- | ----------------------------- | ------------------------------ | --------------------- | ------------------------------ | ------------------- | --------------------------------- | --- |
| Пятикнижие Моисея       |                              |                                                                                      |                                                                        | Чис.24:17                   |                             | Быт.27:29, 39,40, Чис.24:18   |                                |                       |                                |                     |                                   | |
| Псалтирь                | 67:32                        |                                                                                      |                                                                        | 59:10, 107:10               |                             | 59:10,11 107:10,11            |                                | 59:10, 107:10         | 44:13                          |                     | 67:32                             | |
| Книга пророка Исаии     | 19 гл., 20 гл., 30:1-7       | 7:17-25, 8:4-8,10 гл., 11:11,14:25, 19:23-25, 20 гл., 30:31,31:8, 37:5-7,21-38, 38:6 | 13 гл., 14 гл., 21:1-10, 39:3-8, 43:14, 47 гл., 48:14-20               | 11:14                       | 11:14, 15 гл., 16 гл.       | 11:14, 34:5,6, 63:1           | 7:1-9, 8:4, 9:12, 10:9, 17 гл. | 9:12, 11:14, 14:29-31 | 23 гл.                         | 23:4,12, 27:3, 47:4 | 18 гл., 20 гл., 43:3, 45:14, 46:9 | 13:17 (Мидяне), 21:1-10 (Елам и Мидия), 21:11-17 (Дума, Аравия, Кидар, Фема, Дедан), 46:9 (Ливия и Лидия)                       |
| Книга пророка Иеремии   | 9:26, 43:8-13, 44:30, 46 гл. |                                                                                      | 20:4, 21:4-10, 25-29,32 гл., 38:2,3,17-23, 42:7-12, 43:8-13, 50,51 гл. | 9:26, 25:21, 27 гл., 48 гл. | 9:26, 25:21, 27 гл., 49:1-6 | 9:26, 25:21, 27 гл., 49:7-22  | 49:23-27                       | 25:20, 47 гл.         | 25:22, 27 гл., 47:4            | 25:22,              | 46:9                              | 25:23,24 (Дедан, Фема, Аравия), 25:25 (Елам, Мидия), 46:9 (Ливия и Лидия), 49:28-33 (Кидар), 49:34-39 (Елам), 51:11, 28 (Мидия) |
| Плач Иеремии            |                              |                                                                                      |                                                                        |                             |                             | 4:21                          |                                |                       |                                |                     |                                   | |
| Книга пророка Иезекииля | 29-32 гл.                    | 23:9,23 22-26, 31 гл, 32:22                                                          | 23:22-26                                                               | 25:8-11                     | 25:1-7,10                   | 25:12-14, 32:29, 35 гл., 36:5 |                                | 16:27,57, 25:15-17    | 26 гл., 27 гл., 28:1-19, 29:18 | 28:20-23, 32:30     | 30:5-9, 38:5                      | 30:5 (Ливия и Лидия), 32:24 (Елам), 32:26 (Мешех и Тувал), 36:5,7 (соседи Израиля), 38 гл., 39:1-21 (Гог и Магог)               |
| Книга пророка Даниила   | 11:43                        |                                                                                      | 2:37,38, 5 гл., 7:4                                                    | 11:41                       | 11:41                       | 11:41                         |                                |                       |                                |                     | 11:43                             | 5:28-31, 8:1-20 (Мидия, Персия), 2:39, 10:13,20, 11:2 (Персия), 2:39, 8:1-22, 10:20, 11:2-4 (Греция), 11:43 (ливийцы)           |
| Книга пророка Осии      |                              | 14:4                                                                                 |                                                                        |                             |                             |                               |                                |                       |                                |                     |                                   | |
| Книга пророка Иоиля     | 3:19                         |                                                                                      |                                                                        |                             |                             | 3:19                          |                                | 3:4-8                 | 3:4-8                          | 3:4-8               |                                   | |
| Книга пророка Амоса     |                              |                                                                                      |                                                                        | 2:2                         | 1:13-15                     | 1:6,9,11, 2:1, 9:12           | 1:3-5                          | 1:6-8                 | 1:9,10                         |                     | 9:7                               | |
| Книга пророка Авдия     |                              |                                                                                      |                                                                        |                             |                             | 1 гл.                         |                                | 1:19                  |                                |                     |                                   | |
| Книга пророка Ионы      |                              | 1,3,4 главы                                                                          |                                                                        |                             |                             |                               |                                |                       |                                |                     |                                   | |
| Книга пророка Михея     |                              | 5:5,6                                                                                |                                                                        | 6:5                         |                             |                               |                                |                       |                                |                     |                                   | |
| Книга пророка Наума     |                              | 1-3 главы                                                                            |                                                                        |                             |                             |                               |                                |                       |                                |                     | 3:9                               | |
| Книга пророка Аввакума  |                              |                                                                                      |                                                                        |                             |                             |                               |                                |                       |                                |                     | 3:7                               | |
| Книга пророка Софонии   |                              | 2:13                                                                                 |                                                                        | 2:8-11                      | 2:8-11                      |                               |                                | 2:4-7                 |                                |                     | 2:12, 3:10                        | |
| Книга пророка Аггея     |                              |                                                                                      |                                                                        |                             |                             |                               |                                |                       |                                |                     |                                   | |
| Книга пророка Захарии   |                              | 10:11                                                                                |                                                                        |                             |                             |                               | 9:1                            | 9:4-7                 | 9:2-4                          |                     |                                   | |
| Книга пророка Малахии   |                              |                                                                                      |                                                                        |                             |                             | 1:2-4                         |                                |                       |                                |                     |                                   | |
| Книга Откровение        | 11:8                         |                                                                                      | 14:8, 16:19, 17 гл., 18 гл.                                            |                             |                             |                               |                                |                       |                                |                     |                                   | 20:7-9 (Гог и Магог) |

В книге Откровение, по мнению христианских богословов, название народов имеет символическое значение и не связано с народами древности.

#### Пророчество об истукане (сон царя Навуходоносора)
Известный вавилонский царь Навуходоносор имел сон, в котором он увидел огромный истукан, но впоследствии он забыл о содержании сновидения. Пророку Даниилу в ответ на молитву в ночном видении было открыто содержание и значение этого сна (Дан.2:19), и он изложил его царю:

Тебе, царь, было такое видение: вот, какой-то большой истукан; огромный был этот истукан, в чрезвычайном блеске стоял он пред тобою, и страшен был вид его. У этого истукана голова была из чистого золота, грудь и руки его — из серебра, чрево его и бедра его — медные, голени, его железные, ноги его частью железные, частью глиняные. Ты видел его, доколе камень не оторвался от горы без содействия рук, ударил в истукан, в железные и глиняные ноги его, и разбил их. Тогда все вместе раздробилось: железо, глина, медь, серебро и золото сделались как прах на летних гумнах, и ветер унёс их, и следа не осталось от них; а камень, разбивший истукан, сделался великою горою и наполнил всю землю.
— Дан. 2:31-46
В богословии этот истукан, созданный из разных металлов, рассматривается как символическое представление истории мира от дней Навуходоносора до конца мира и последовательности мировых империй от времени Навуходоносора до окончательного сокрушения могущества всех земных государств.
- Золотая голова символизирует Вавилонскую империю, которая правила с 605—539 годов до н. э. («Ты [Навуходоносор] — это золотая голова» (Дан. 2:38))
- Серебряная грудь символизирует Мидо-Персидскую империю, которая правила с 539 по 331 год до н. э. («Разделено царство твоё и дано Мидянам и Персам» (Дан. 5:28))
- Медные бёдра символизируют Греческую империю, которая правила с 331 по 168 год до н. э. Греческий/македонский царь Александр Великий почти завоевал весь мир и над ним сбылось пророчество Библии: «Третье царство, медное, которое будет владычествовать над всею землею». (Дан. 2:39)
- Железные голени символизируют Римскую империю, которая правила с 168 года н. э. по 476 год н. э. Не зря Римскую империю ещё называют железной империей, так как с помощью железных мечей она завоевала практически весь мир.

Ноги же истукана, частью железные, частью глиняные, символизируют разделённое царство, которое объединено, но снова оно никогда не воссоединится. Персты ног, частью железные и частью глиняные, символизируют разделённую Европу. И как персты ног были частью из железа, а частью из глины, так и царство будет частью крепкое, частью хрупкое. (Дан. 2:42)

Ты видел его, доколе камень не оторвался от горы без содействия рук, ударил в истукана, в железные и глиняные ноги его, и разбил их. Тогда всё вместе раздробилось, а камень, разбивший истукана, сделался великою горою и наполнил всю землю.
— Дан. 2:34
В христианском богословии камнем, описываемым в этом пророчестве, который без содействия рук ударил в железно-глиняные ноги истукана и разбил их, считается Иисус или Его Царство (Царство Божье), а началом исполнения этого пророчества — первое или второе пришествие Христа, когда Бог через Него окончательно сокрушит все царства мира и воздвигнет Своё царство, которое будет стоять вечно.

#### Падение Вавилона
Древний Вавилон являлся «политическим, религиозным и культурным центром Древнего Востока». Тексты из книги пророка Исаии и пророка Иеремии (50 и 51 главы) в богословии рассматриваются как пророчества о завоевании Вавилона.
В пророчестве Исаии (Ис. 45:1) указывается, что завоевателя будут звать Кир, что воды, защищавшие город, высохнут, и что городские ворота будут открыты (Ис. 44:27 — 45:3). Согласно традиционной версии, пророчество было записано приблизительно в 732 году до н. э. и исполнилось спустя 200 лет, в 539 году до н. э., во всех подробностях. Детали этого события близки к рассказу древнегреческого историка V века до н. э. Геродота.
Пророк Исаия высказал ещё одно пророчество о Вавилоне: «В нём уже никогда никто не поселится» (Ис. 13:19,20). После завоевания персами Вавилон продолжал существовать вплоть до разрушения его парфянами в IV веке н. э. В настоящее время там, где когда-то находился Вавилон, остались лишь развалины.
Саддам Хусейн начал работы по отстройке города, которым помешала война. Аналогичные планы имеют и современные власти Ирака.

#### Пророчества о Тире
Несколько книг Библии содержат пророчества о финикийском городе Тире. Главные пророчества содержат книга Исаии (23 глава) и книга Иезекииля (26-28 главы), отдельные пророчества содержат также книги других пророков.

##### Разрушение Тира
В Книге Иезекииля говорится о разрушении Тира: «И разобьют стены Тира, и разрушат башни его; и вымету из него прах его и сделаю его голою скалою. Местом для расстилания сетей будет он среди моря... Я приведу против Тира от севера Навуходоносора, царя Вавилонского» (Иез. 26:4;7).
Некоторые библеисты указывают на разрушение материковой части города, так называемого Старого Тира, как на начало исполнения пророчества Иезекииля. Это совершил царь Навуходоносор во время своего похода на Финикию, вскоре после разрушения Иерусалима. Например, указывая на особую структуру 26 главы Иезекииля, Пол Фергюсон видит полное соответствие пророчества событиям, засвидетельствованным светскими источниками. Согласно Исаии 23:15-18, после осады Навуходоносором Тир должен был снова на некоторое время обрести прежнее торговое значение.
В пророчестве говорится о полном уничтожении Тира. Тир, как и почти любой древний город, неоднократно захватывался во времена войн и подвергался разграблению, но затем восстанавливался.
Сторонники версии об исполнении пророчества приводят как аргумент разрушение островной части города в 332 году до н. э. Александром Македонским. Тогда, как сообщает Квинт Курций Руф, был дан приказ поджечь все строения города. Это сожжение рассматривается как исполнение пророчеств Амоса и Захарии (Амос 1:10; Захария 9:4) об уничтожении города огнём. Несмотря на значительный ущерб, город быстро восстановился и ещё какое-то время продолжал сохранять значение как центр торговли.
Также в качестве аргументации приводится факт взятия города мамелюками в 1291 году. «Разрушенный, он до сего дня лежит в развалинах», — писал арабский историк Абулфиела в 1321 году. По мнению многих христианских богословов, имевшее при этом место разрушение города свидетельствует об исполнении пророчества об окончательном разрушении Тира.
Пророчество в Иез. 26:4, 5 может в богословии рассматриваться как полностью исполнившееся на протяжении нескольких веков:
1. «и разобьют стены Тира, и разрушат башни его» — завоевание Навуходоносором;
2. «и вымету из него прах его и сделаю его голою скалою» — осада Тира Александром Македонским;
3. «будет он на расхищение народам» — история вслед за осадой Александра Македонского.

Также указывают, что во время осады Тира Александром Македонским была построена дамба, соединяющая берег и остров, для строительства которой были использованы грунт, деревья и элементы строений старого материкового города, чем было исполнено следующее пророчество: «И разграбят богатство твое, и расхитят товары твои, и разрушат стены твои, и разобьют красивые домы твои, и камни твои и дерева твои, и землю твою бросят в воду» (Иез. 26:12).
По утверждению Джоша Макдауэлла, на месте старого материкового города была расположена рыбацкая деревня, в чём исполнились слова пророчества «И сделаю тебя голою скалою, будешь местом для расстилания сетей; не будешь вновь построен: ибо Я, Господь, сказал это, говорит Господь Бог» (Иез. 26:14).

##### Восстановление Тира и другие пророчества о Тире
Несмотря на наличие нескольких пророчеств о разрушении Тира, Библия содержит и пророчества о восстановлении Тира и о переселении жителей Тира в другие города. В книге пророка Исаии в 23 главе говорится вначале о Тире как о разрушенном городе (Ис.23:1) и говорится о переселении жителей:

6 Переселяйтесь в Фарсис, рыдайте, обитатели острова!
7 Это ли ваш ликующий город, которого начало от дней древних? Ноги его несут его скитаться в стране далекой.
— Ис. 23:6-8
По мнению многих богословов и библеистов, речь здесь идёт о Тартессе на территории Испании. Полагают, что Фарсисом тогда называли современную Испанию, на территории которой тогда были финикийские колонии. В Септуагинте «Фарсис» в Иез.27:12 заменен на «Карфаген» (καρχηδονιοι). По мнению библеистов, замена в Септуагинте была связана с тем, что на время создания этого перевода Карфаген занял место государства Таршиша (он же «Тартесс»), после победы над ним. Позже подобным образом «Фарсис» в Иез.27:12 был переведён и в Вульгате (Carthaginienses), латинском переводе Библии.
В продолжении этого пророчества говорится о восстановлении Тира как торгового города:

15 И будет в тот день, забудут Тир на семьдесят лет, в мере дней одного царя. По окончании же семидесяти лет с Тиром будет то же, что поют о блуднице:

16 "возьми цитру, ходи по городу, забытая блудница! Играй складно, пой много песен, чтобы вспомнили о тебе".

17 И будет, по истечении семидесяти лет, Господь посетит Тир; и он снова начнет получать прибыль свою и будет блудодействовать со всеми царствами земными по всей вселенной.

18 Но торговля его и прибыль его будут посвящаемы Господу; не будут заперты и уложены в кладовые, ибо к живущим пред лицем Господа будет переходить прибыль от торговли его, чтобы они ели до сытости и имели одежду прочную.
— Ис. 23:15-18
Тир, как и почти каждый древний город, неоднократно захватывался во времена войн и подвергался разграблению, но затем восстанавливался. По мнению христианских богословов, пророчества о полном разрушении и опустошении Тира исполнились лишь долгое время спустя. После неоднократных и временных разрушений он каждый раз восстанавливался, и был ещё весьма значительным торговым городом и в дни Иисуса Христа и в средние века. В книге Деяния упоминается, что апостол Павел останавливался в Тире по пути в Иерусалим (Деяния 21:3, 4). Стих 18 многие богословы рассматривают в связи с обращением Тира к христианству, после которого материальное благополучие тирских христиан, несомненно, зависело от общего благосостояния Тира. После разрушения города мусульманами он несколько веков перебывал почти в полном запустении.
В настоящее время, после нескольких веков запустения, часть бывшей территории Тира занята современным городом. На части бывшего острова и перешейка, соединившего бывший остров и материк расположены кварталы современного Тира (арабское название — Сур), четвёртого по величине город Ливана с населением более 100 тысяч жителей. Небольшую незаселенную южную часть бывшего острова занимают развалины построек римского периода. Более ранние постройки Тира не сохранились.

#### Египет
Согласно пророчеству Исаии о Египте, «И истощатся воды в море; и река иссякнет и высохнет. И оскудеют реки, и каналы Египетские обмелеют и высохнут; камыш и тростник завянут» (Ис. 19:6-7). Но история не знает случаев высыхания реки Нил и всех описываемых бедствий (см. История Египта).
«В тот день пять городов в земле Египетских будут говорить языком Ханаанским и клясться Господом Саваофом; один назовётся городом солнца. В тот день жертвенник Господу будет посреди земли Египетской, и памятник Господу — у пределов её» (Ис. 19:18-19). В истории Египта не было случаев его завоевания хананейцами или принятия египтянами иудаизма (см. История Египта), хотя принятие Египтом ислама и христианства может быть трактовано как исполнение пророчества.
Интересно и то, что Египет был единственной страной, где в античную эпоху существовал храм Бога Израиля. Первый подобный храм был, по всей видимости, построен в VI веке до н. э. в Элефантине, после разрушения иерусалимского Храма, и разрушен в 410 году до н. э. В середине II века до н. э. Ония из рода иерусалимских первосвященников то ли из-за осквернения Храма Антиохом Епифаном, то ли из-за конфликта с Хасмонеями построил новый храм Бога Израиля в Египте, в Леонтополисе, прямо ссылаясь на свои действия как на исполнение пророчества Исаии. Храм в Леонтополисе был разрушен императором Веспасианом в 73 году н. э. Еврейская традиция считает жертвоприношения в обоих храмах нелегитимными. Интересно и то, что бл. Иероним считал слова пророка Даниила «и мятежные из сынов народа твоего поднимутся, чтобы исполнить видение, и падут» (Дан 11, 15) предсказанием о построении храма в Леонтополисе и его будущем разрушении.
По мнению некоторых верующих, Книга пророка Исаии говорит не только о прошедших временах, но и о будущих (по отношению к настоящему времени), а описываемые события ещё могут произойти в будущем.
То, что мы точно можем сказать сегодня о судьбе Египта: пророчество «они будут царством слабым» Иезекииль 29 глава — исполнилось в его дальнейшей истории. Некоторые супердержавы того времени просто исчезли, а о Египте прозвучало: «Оно будет слабее [других] царств, и не будет более возноситься над народами; Я умалю их, чтобы они не господствовали над народами.» Иез.29:15. Так история удостоверяет нас и делает несостоятельными доводы критиков. 

#### Дамаск
Согласно пророчеству Исаии, «Дамаск исключается из числа городов и будет грудою развалин» (Ис. 17:1). По мнению богословов, пророчество было сделано в VIII веке до н. э. и исполнилось во время захвата города Тиглатпаласаром III в 732 году до н. э. Позже город был восстановлен из руин и по происшествию около 100 лет снова упоминается в другом пророчестве (Иеремия 49:23).
Петра, Едом.
Пророчества: Ис.34:5 Ибо упился меч Мой на небесах: вот, для суда нисходит он на Едом и на народ, преданный Мною заклятию. 12 Никого не останется там из знатных её, кого можно было бы призвать на царство, и все князья её будут ничто. 13 И зарастут дворцы её колючими растениями…
Иез.35:15 Как ты радовалась тому, что удел дома Израилева опустел, так сделаю Я и с тобою: опустошена будешь, гора Сеир, и вся Идумея вместе, и узнают, что Я Господь.
Опустошение городов и домов: «Так говорит Господь Бог: простру руку Мою на Едома и истреблю у него людей и скот, и сделаю его пустынею». До сих пор экскурсоводы демонстрируют туристам покинутые города Едома (Идумеи).
Азот, Аскалон, Газа, Геф и Екрон.
…
Пророчество Библии включает в
себя:
1. Гибель филистимлян (Амос
1:8).
2. Газа «оплешивеет»
(Иеремия 47:5).
3. Аскалон опустеет (Софония
2:4).
4. Вокруг Аскалона будут
обитать пастухи с овцами (Софония 2:6).
5. Остатки дома Иудина населят Аскалон
(Софония 2:7).

### Израиль и еврейский народ в пророчествах

#### Завоевание Иудеи и разрушение Иерусалима
Первое пророчество о разрушении Иерусалима принадлежит пророку Михею, жившему во второй половине VIII века до н. э. Михей обращается к иудейской знати с такими словами:

Слушайте же это, главы дома Иаковлева и князья дома Израилева, гнушающиеся правосудием и искривляющие всё прямое, созидающие Сион кровью и Иерусалим — неправдою! Главы его судят за подарки и священники его учат за плату, и пророки его предвещают за деньги, а между тем опираются на Господа, говоря: «не среди ли нас Господь? не постигнет нас беда!» Посему за вас Сион распахан будет как поле, и Иерусалим сделается грудою развалин, и гора дома сего (Храмовая гора — прим.) будет лесистым холмом.
— Мих. 3:9-12
Пророчество исполнилось в 586 году до н. э., когда Иерусалим был взят вавилонянами и, второй раз, в 70 году н. э., когда город был разрушен римлянами. Согласно еврейским комментариям, пророчество о том, что «Сион будет распахан как поле» исполнилось в 70 году, когда римляне в знак разрушения города распахали руины Иерусалима (подобное было сделано и после разрушения Карфагена).
Другое древнее предсказание о завоевании Иудеи принадлежит пророку Исаии; о нём говорится в книге Исаии (в её первой части, древность которой не оспаривается) и в Четвёртой книге Царств:

И пришёл пророк Исаия к царю Езекии и сказал ему: что говорили эти люди? и откуда они приходили к тебе? Езекия сказал: из далекой земли приходили они ко мне, из Вавилона. И сказал Исаия: что видели они в доме твоём? Езекия сказал: видели всё, что есть в доме моём; ничего не осталось в сокровищницах моих, чего я не показал бы им. И сказал Исаия Езекии: выслушай слово Господа Саваофа: вот, придут дни, и всё, что есть в доме твоём и что собрали отцы твои до сего дня, будет унесено в Вавилон; ничего не останется, говорит Господь. И возьмут из сыновей твоих, которые произойдут от тебя, которых ты родишь, — и они будут евнухами во дворце царя Вавилонского.
— Ис. 39:3-7
Считается, что пророчество исполнилось в 605, 597 и 586 годах до н. э., когда Иудея была завоёвана вавилонянами, а знать и ремесленники уведены в вавилонский плен:
1. 605 до н. э. — первая осада Иерусалима Навуходоносором (при Иоакиме), после известия о смерти отца он уходит с награбленным и заложниками, среди которых Даниил (Дан. 1:1-7), первое пленение;
2. 597 до н. э., март — первое взятие Иерусалима, вероятно без боя (2 Пар.36:6-7);
3. 597 до н. э., июнь — осада Иерусалима, Навуходоносор уводит 10 000 пленников, среди которых Иезекииль (4-я Царств 24:10-16), так называемый «великий плен»;[24]
4. 586 до н. э. — второе взятие Иерусалима (при Седекии) и его разрушение, 832 мужчины со своими семьями были уведены в Вавилон (Иер. 52:29).
5. 581 (580) до н. э. — вавилонский генерал Навузардан взял ещё 745 мужчин и их семьи (Иер. 52:30).

#### Освобождение евреев из Вавилонского плена
Продолжительность нахождения еврейского народа в плену была предсказана в пророчествах пророка Иеремии.
В четвёртый год царя Иоакима, на второй год после первого переселения в Вавилон в 605 год до н. э. (Дан. 1:1-4) Иеремия изрек пророчество о будущем опустошении Израиля и продолжительности периода вавилонского плена:

11 И вся земля эта будет пустынею и ужасом; и народы сии будут служить царю Вавилонскому семьдесят лет.
12 И будет: когда исполнится семьдесят лет, накажу царя Вавилонского и тот народ, говорит Господь, за их нечестие, и землю Халдейскую, и сделаю ее вечною пустынею.
— Иер. 25:11,12
После второго, «великого плена» (597 до н. э.), Иеремия обратился с письмом к переселенцам в Вавилоне (Иер. 29:1-3), в котором он поощряет переселенцем обустраивать свою жизнь в Вавилоне и не верить ложным пророкам, которые предсказывали быстрое освобождение. Возвращение народа из плена он связывает с окончанием периода в семьдесят лет:

10 Ибо так говорит Господь: когда исполнится вам в Вавилоне семьдесят лет, тогда Я посещу вас и исполню доброе слово Мое о вас, чтобы возвратить вас на место сие.
— Иер. 29:10
Началом вавилонского плена, предсказанного этими пророчествами, как правило, считается первое пленение (во время Иоакима) в 605 году до н. э., окончанием — возвращение первым переселенцев во главе с Зоровавелем в 536 году до н. э. Таким образом, период от выселения переселенцев из Израиля в Вавилон до их возвращения в Иерусалим составляет 70 лет, включая первый и последний год переселения.
В других источниках могут быть указаны другие даты, например, согласно им Иудея оказалась под властью Вавилона в 604 году до н. э., во время похода Навуходоносора в Заречье [ЭЕЭ, Навуходоносор]. Конец вавилонской власти над иудеями приходится на осень 539 года до н. э., когда город был взят войсками Кира II. Таким образом, вавилонские цари господствовали над иудеями 65 лет. Некоторые богословы рассматривают предсказанный период пленения как округленное число реальных лет вавилонского господства.
Кроме этого, время отсутствия жертвоприношений в Храме составляло тоже 70 лет — Храм, разрушенный вавилонянами в 586 году до н. э., был восстановлен только в 516 году до н. э.. Таким образом, семидесятилетний срок стал также временем отсутствия храмовых жертвоприношений. Именно так понимал пророчество Иеремии пророк Захария, современник тех событий (Зах 1, 12) .

#### Пророчество Даниила о 70 седминах
К наиболее знаменитым пророчествам Библии относится содержащееся в книге Даниила пророчество о семидесяти седьминах:

Семьдесят седмин определены для народа твоего и святого города твоего, чтобы покрыто было преступление, запечатаны были грехи и заглажены беззакония, и чтобы приведена была правда вечная, и запечатаны были видение и пророк, и помазан был Святый святых.
Итак знай и разумей: с того времени, как выйдет повеление о восстановлении Иерусалима, до Христа Владыки семь седмин и шестьдесят две седмины; и возвратится народ и обстроятся улицы и стены, но в трудные времена. И по истечении шестидесяти двух седмин предан будет смерти Христос, и не будет; а город и святилище разрушены будут народом вождя, который придёт, и конец его будет как от наводнения, и до конца войны будут опустошения. И утвердит завет для многих одна седмина, а в половине седмины прекратится жертва и приношение, и на крыле святилища будет мерзость запустения, и окончательная предопределённая гибель постигнет опустошителя".
— Дан. 9:24-27
Существует целый ряд версий толкования этого пророчества. Очевидно, что точкой отсчета для 70 седмин должно быть «слово о восстановлении Иерусалима». По мнению многих историков, автор книги Даниила подразумевал под ним пророчество Иеремии о 70 годах плена, данное «в первый год Навуходоносора», то есть в 604 году до н. э. Однако отсчет 7 или 69 седмин от этой даты не даёт никаких значимых дат.
Большинство христианских комментаторов считает, что речь идёт об одном из указов персидских царей о восстановлении Иерусалима. Таких указов было четыре:
1. 538 год до н. э. — Кир разрешает евреям вернуться в землю Израиля;
2. 520 год до н. э. — Дарий разрешает восстановить Храм;
3. 457 год до н. э. — Артаксеркс даёт иудейской общине Иерусалима автономию и налоговые льготы;
4. 445 год до н. э. — Артаксеркс посылает придворного Неемию в Иерусалим с письмом о выдаче строевого леса для восстановления города.

Существуют две основные версии отсчёта 70 седьмин. Согласно первой отсчет идёт от указа, изданного в седьмой год царя Артаксеркса (457 год до н. э.), согласно второй — от указа, изданного в двадцатый год царя Артаксеркса (в 444 году до н. э., разница в один год с общепринятой хронологией). Первая версия отталкивается от событий, описанных в Езд.7:6-28, вторая — от событий во второй главе книги Неемии (Неем. 2).
Русские христианские комментаторы А. П. Рождественский, Л. Тихомиров и Д. В. Щедровицкий отсчитывают 70 седмин от указа Артаксеркса, данного в 457 году до н. э. 69 седмин истекают в 27 году н. э., когда началась публичная проповедь Иисуса Христа. Утверждение о прекращении жертвы в «половине седмины» перекликается как с текстом Нового Завета о том, что после искупительной смерти Христа жертвы стали не нужны, так и с сообщением Талмуда о том, что Шхина покинула Храм за 40 лет до его разрушения (то есть в 30 году н. э.): «За сорок лет до разрушения Храма произошло следующее: жребий козла на Йом Кипур перестал выпадать на правую сторону; красная шерстяная лента, раньше менявшая цвет на белый, перестала белеть; западный светильник стал гаснуть, а ворота храма открывались сами собой» (Йома 39б). Хотя историческая достоверность этого сообщения не подкреплена источниками I века н. э. (так, Иосиф Флавий относит похожее знамение к 66 году н. э.) их наличие в каноническом иудейском тексте интересно само по себе.
Д. Макдауэлл отсчитывает 70 седмин от указа, данного Неемии в 445 году до н. э. и приходит к 33 году н. э. В своих расчётах Макдауэлл использует т. н. «пророческий год», продолжительностью 360 дней.

#### Возрождение Израиля
Первое предсказание об изгнании евреев из своей земли и их возвращении содержится в книге пророка Амоса:

Ибо вот, Я повелю и рассыплю дом Израилев по всем народам, как рассыпают зерна в решете, и ни одно не падает на землю.
От меча умрут все грешники из народа Моего, которые говорят: «не постигнет нас и не придёт к нам это бедствие!»
В тот день Я восстановлю скинию Давидову падшую, заделаю трещины в ней и разрушенное восстановлю, и устрою её, как в дни древние,
чтобы они овладели остатком Едома и всеми народами, между которыми возвестится имя Мое, говорит Господь, творящий всё сиё.
Вот, наступят дни, говорит Господь, когда пахарь застанет ещё жнеца, а топчущий виноград — сеятеля; и горы источать будут виноградный сок, и все холмы потекут.
И возвращу из плена народ Мой, Израиля, и застроят опустевшие города и поселятся в них, насадят виноградники и будут пить вино из них, разведут сады и станут есть плоды из них.
И водворю их на земле их, и они не будут более исторгаемы из земли своей, которую Я дал им, говорит Господь Бог твой.
— Амос. 9:9-15
Амос считается наиболее ранним из израильских пророков: книга пророка Амоса датируется VIII веком до н. э.. По этой причине мы можем заключить, что в данном случае речь идёт не о vaticanum post eventum (предсказании после события), а о точном предсказании будущих событий. Пророк Амос впервые употребил слово «галут», ставшее обозначением изгнания евреев из земли Израиля. Интересно, что данное пророчество явно относится не к вавилонскому плену, а к изгнанию, последовавшему после разрушения Храма римлянами, так как пророк говорит, что это изгнание — последнее. Конкретно-исторический фон пророчества Амоса представляли массовые депортации ассирийцами населения завоёванных стран, происходившие уже во времена его жизни.
В Библии содержатся предсказания, что евреи, изгнанные в Вавилон и другие страны, будут возвращены в свою землю, что часто[кем?] интерпретируется как пророчество о возрождении Израиля как суверенного государства в XX веке (см. История Израиля)

Соберу остаток стада Моего из всех стран, куда Я изгнал их, и возвращу их во дворы их…
— Иер. 23:3

жив Господь, Который вывел и Который привёл племя дома Израилева из земли северной и из всех земель, куда Я изгнал их, и будут жить на земле своей.
— Иер. 23:8

Кто слыхал таковое? кто видал подобное этому? возникала ли страна в один день? рождался ли народ в один раз, как Сион?
— Ис. 66:8

#### Окончательное избавление Израиля от преследований и страданий
В Книге пророка Захарии Бог обещает евреям: «и не будет более приходить притеснитель; ибо ныне Моими очами Я буду взирать на это» (Зах. 9:8). Но евреи в истории неоднократно подвергались притеснениям (см., напр., Холокост). Существует точка зрения, согласно которой страдания евреев связаны с непослушанием Богу и закончатся со вторым приходом Иисуса Христа, когда они примут его как ожидаемого Мессию.

### Мессианские пророчества
Мессианские пророчества — это содержащиеся в Библии (в Ветхом Завете) предсказания о приходе Мессии. С точки зрения большинства христиан, пророчества исполнились в личности Иисуса из Назарета.
Мессианские пророчества находят в различных книгах Библии — от Бытия (Быт. 3:15) до Книги Малахии (Мал. 3:1) и Книги Даниила (Дан. 9:25, 26).

#### Христианские толкования
Родословная. Мессия должен быть потомком Авраама, Исаака и Иакова. Происходить из колена Иудина (Быт. 49:10). Быть «корнем Иессея» и потомком Давида (3Цар. 2:4). Согласно текстам Нового Завета (Лк. 3:23—38), родословная Иисуса полностью соответствует этим требованиям. При этом родословные записи в древности хранились в Храме, который был разрушен в 70 году н. э. (Евангелия написаны раньше); таким образом, с момента разрушения Храма и до сих пор не представляется возможным прослеживать чьи-либо родословные с приемлемой достоверностью.
Время рождения. Стих Быт. 49:10 даёт христианам основание утверждать, что Мессия придёт до утраты самоуправления и законодательства древней Иудеей.
В книге пророка Даниила (Дан. 9:25) указан год прихода Мессии, исчисляя от указа о восстановлении Иерусалима (указ Артаксеркса Неемии, 444 год до н. э. Неем. 2:1—8). В последующих двух стихах предсказывается разрушение Иерусалима и Храма после смерти Мессии. Христиане считают, что это пророчество исполнилось в 70 году н. э., когда Иерусалим и Храм были разрушены войсками римского военачальника Тита, таким образом, Мессия должен был прийти до этого разрушения. Произведённые расчеты
указывают на 30 марта (10 нисана) 33 года н. э. — дата торжественного въезда Иисуса в Иерусалим.
Место рождения. Тот, которого происхождение от дней вечных и кто должен быть Владыкою в Израиле, должен родиться в Вифлееме (Мих. 5:2).
Рождение Девой. Вера в то, что Мессия должен родиться от Девы, основана на тексте Книги пророка Исаии (Ис. 7:14).
Оценка в 30 сребреников, цена предательства Мессии. Мессия должен быть оценён в 30 серебряных монет, которые будут брошены на пол Храма (Зах. 11:12, 13).
В Евангелии от Матфея говорится:
«Тогда сбылось реченное через пророка Иеремию, который говорит: „и взяли тридцать сребренников, цену Оценённого, Которого оценили сыны Израиля.“» (Мф. 27:9).
Пророк Иеремия упоминает только 7 сиклей серебра и 10 сребреников (Иер. 32:9); возможно, в сумме они и составляли 30 сребреников. Но основное упоминание находится в Книге пророка Захарии (Зах. 11:13).
Страдания за грехи людей. Вера в то, что Мессия должен пострадать, опирается на ряд пророчеств. В этой связи наиболее известна 53 глава Книги пророка Исаии, которая содержит описание отвержения, страданий и смерти Мессии. Страдания Мессии описывают также пророк Захария (Зах. 12:10) и израильский царь Давид (Пс. 21:17), предсказывая, что Мессия будет пронзён.
Воскресение из мёртвых. Вера в то, что Мессия воскреснет из мёртвых, основывается на Псалме 15, а также на завершающих стихах 53 главы Книги пророка Исаии, которые описывают жизнь Мессии после казни.
Оправдывает людей от грехов. Оправдание от грехов связано с познанием Мессии (Ис. 53:11).
Имя Мессии. В Книге пророка Иеремии говорится:
«Итак, Сам Господь даст вам знамение: се, Дева во чреве приимет, и родит Сына, и нарекут имя Ему: Еммануил.» (Ис. 7:14).
Но Ангел приказал Иосифу назвать Мессию вовсе не именем Еммануил: «Иосиф, сын Давидов! не бойся принять Марию, жену твою, ибо родившееся в Ней есть от Духа Святаго; родит же Сына, и наречешь Ему имя Иисус, ибо Он спасёт людей Своих от грехов их» (Мф. 1:20-21). В данном случае слово «нарекут» в пророчестве рассматривалось как предсказание о том, кем будет наречен Мессия во время своей жизни, а не о том, какое имя было дано ему при рождении. В данном случае богословами проводится аналогия с первым исполнением этого пророчества в книге пророка Исаии (Ис. 8:3). Было предсказано, что сын будет наречен именем Еммануил (Ис.7:14), но пророку Бог сказал назвать своего сына другим именем (Ис. 8:3). Само же имя Еммануил было упомянуто в следующих словах пророчества: «и распростертие крыльев её будет во всю широту земли Твоей, Еммануил!» (Ис. 8:8). Подобным образом имя Еммануил в христианском богословии связывалось с тем, что суть имени Иисус подразумевает присутствие Бога с нами. Имя Еммануил также связывалось с богочеловеческой природой Христа и отзывами людей о присутствии Бога в деятельности Иисуса: «И всех объял страх, и славили Бога, говоря: великий пророк восстал между нами, и Бог посетил народ Свой. Такое мнение о Нём распространилось по всей Иудее и по всей окрестности.» (Лук.7:16,17)
Второе пришествие Христа. Христос вернётся на землю во исполнение Своего обещания (например, Мф. 16:27). После исполнения всех пророчеств о втором пришествии должен воцариться мир, которого ожидали религиозные иудеи и христиане.

#### Иудейские толкования
Ортодоксальный иудаизм не считает мессианские пророчества исполненными в личности Иисуса Христа.
«Иудаизм не считает Иисуса Мессией потому, что он не исполнил библейских пророчеств, ожидавшихся от прихода Мессии. Самое главное пророчество, связанное с приходом Мессии в те дни, было: „И будет Он судить народы, и обличит многие племена; и перекуют мечи свои на орала, и копья свои — на серпы; не поднимет меча народ на народ, и не будут более учиться воевать“ Ис. 2:4. Другими словами, с приходом Мессии в мире должен воцариться мир. Если этого не свершилось, стало быть, Мессия ещё не пришёл». Евреи не признали претензий Йешуа (Иисуса) на мессианство потому, что он не принёс миру мир, как обещал Йешаягу (Исаия): «И народ не подымет меч против народа и не будут они больше знать войн» (Ис. 2:4)

### Эсхатологические пророчества
Эсхатологические пророчества Ветхого Завета связаны главным образом с книгами ветхозаветных пророков. В раннем иудаизме эти пророчества рассматривались в первую очередь применительно к еврейскому народу, земле Израильской и их истории. В христианстве эти пророчества рассматриваются как описание глобальных событий, охватывающие всю Землю и все народы. Благословения, обещанные Израилю, в христианском богословии рассматривались применительно к христианской церкви, как «духовному Израилю».
Христианство возникло и развивалось на первых порах, как религия, для которой характерны сильно развитые эсхатологические настроения. Послания апостолов и особенно книга Откровения пропитаны мыслью о том, что скоро грядет конец и христиане должны ожидать возвращения Иисуса Христа на землю. Эти же ожидания отражала и раннехристианская литература. Идеи близкого пришествия Христа пронизывали и многие книги Отцов Церкви, комментирующие эсхатологические пророчества Библии.
Для христианской эсхатологии характерно ожидания второго пришествия Иисуса Христа, глобальных бедствий и катастроф, которые закончатся уничтожением всего мира и последующим созданием нового мира, в котором не будет греха и страданий. Эти ожидания основываются на понимании библейских высказываний о «дне Яхве» («дне Господнем»), суде Божьем и пришествии (парусии) или явлении Иисуса Христа (в Ветхом Завете — соответственно Господа, то есть Яхве).

#### День Господний в Ветхом Завете
День Яхве (ивр. יהוה יוֹם‎; греч. ἡμέρα Κυρίου) — один из ключевых эсхатологических терминов Библии.
В Ветхом Завете термин День Господний, или «день Яхве» встречается в книге пророка Иоиля (Иоиль 1:15; 2:1, 11, 31; 3:14), книге пророка Амоса (Ам. 5:18-20), Авдия (Авд 1:15), Софонии (Соф 1:7), Захарии (Зах.14:1), Малахии (Мал 4:5). Он же употребляется и в следующих вариантах: «день Господа» (Соф. 1:14; Ис. 13:6, 9; Иез. 13:5, 30:3); «день Господа Саваофа» (Ис. 2:12); «день мщения у Господа» (Ис. 34:8); «день отмщения» (Иер. 46:10); «день гнева Господня» (Плач 2:22; Соф. 1:18, 2:3); «день ярости Господа» (Иез. 7:19); «день жертвы Господней» (Соф. 1:8). Синонимами его являются и выражения: «тот день/дни» (Ам. 8:9, 13; Ис. 2:11, 17); «вот день» (Иез. 7:10); «наступил день» (Иез. 7:12); «пришло время» (Иез. 7:12); «то время» (Соф 1:12) и др.
Пророки характеризуют этот день как время суда, используя грозные эпитеты: «день отмщения» (Иер.46:10; Ис.34:8), «день лютый» (Ис. 13:9); «день ярости Господа» (Иез 7. 19); «день гнева Господа» (Соф.1:15, 18; 2:3; Плач 2:22).
Осуществление суда в некоторых случаях прямо связывалось с пришествием Яхве («Господа» в традиционных переводах Библии):

15 Ибо вот, придёт Господь в огне, и колесницы Его — как вихрь, чтобы излить гнев Свой с яростью и прещение Своё с пылающим огнём.
16 Ибо Господь с огнём и мечом Своим произведет суд над всякою плотью, и много будет поражённых Господом.
— Ис. 66:15-17

... и придёт Господь Бог мой и все святые с Ним.
— Зах. 14:5,6

1 Вот, Я посылаю Ангела Моего, и он приготовит путь предо Мною, и внезапно придёт в храм Свой Господь, Которого вы ищете, и Ангел завета, Которого вы желаете; вот, Он идёт, говорит Господь Саваоф.
2 И кто выдержит день пришествия Его, и кто устоит, когда Он явится? Ибо Он — как огонь расплавляющий и как щёлок очищающий,
— Мал. 3:1-3
В христианстве эти пророчества связываются со вторым пришествием Иисуса Христа, который рассматривается как Яхве (Иегова) в пророчествах Ветхого Завета (в согласии с учением о Троице).

#### События «последних дней»
«День Яхве» (День Господний) в христианском богословии связывается с событиями «последних дней». Выражение «последние дни», «последние времена» встречаются и в Ветхом Завете, так и в Новом, но в новозаветной эсхатологии этот временной промежуток выражен более конкретно. Употребляется также такие выражения как «конец времени», «конец дней». Согласно пророчествам Нового Завета, «кончине века» будут предшествовать многие катаклизмы, преследования за веру, богоотступничество и крайняя греховность людей этого времени.

#### Апокалиптические бедствия
События, описанные в пророчествах Ветхого Завета, повторяются и в пророчествах Нового. Различные бедствия (голод, войны, землетрясения, эпидемии) будут предшествовать окончательному уничтожению грешников (Мк. 13:8, Мф. 24:7, Лк. 21:11, Откр. 6:8).

#### Последний суд
Божий суд над грешниками описывается и как судебный процесс над грешниками (рассмотрение судебного дела), вынесение приговора суда и как исполнение решения суда. В первом случае суд представлен как судебное заседание:

Огненная река выходила и проходила пред Ним; тысячи тысяч служили Ему и тьмы тем предстояли пред Ним; судьи сели, и раскрылись книги.
— Дан. 7:10

Затем воссядут судьи и отнимут у него власть губить и истреблять до конца.
— Дан. 7:26
В другом случае описано уже само вынесение решения суда:

31 Когда же придёт Сын Человеческий во славе Своей и все святые Ангелы с Ним, тогда сядет на престоле славы Своей,

32 и соберутся пред Ним все народы; и отделит одних от других, как пастырь отделяет овец от козлов;

33 и поставит овец по правую Свою сторону, а козлов - по левую.

34 Тогда скажет Царь тем, которые по правую сторону Его: придите, благословенные Отца Моего, наследуйте Царство, уготованное вам от создания мира:

- - -

41 Тогда скажет и тем, которые по левую сторону: идите от Меня, проклятые, в огонь вечный, уготованный дьаволу и ангелам его:
— Мф. 25:31-34,41
Как в Ветхом, так и в Новом Завете суд Божий описывается как излитие огня на грешников. При этом проводятся аналогии между судом над Содомом и Гоморрой и последним судом:

29 но в день, в который Лот вышел из Содома, пролился с неба дождь огненный и серный и истребил всех;
30 так будет и в тот день, когда Сын Человеческий явится.
— Лук. 17:29,30

7 Как Содом и Гоморра и окрестные города, подобно им блудодействовавшие и ходившие за иною плотию, подвергшись казни огня вечного, поставлены в пример, — 8 так точно будет и с сими мечтателями, которые оскверняют плоть, отвергают начальства и злословят высокие власти.
— Иуд. 1:7,8

### Пророчества о преследованиях за веру и богоотступничестве
Библия содержит пророчества о преследованиях за веру, значительная часть из которых может рассматриваться как эсхатологические (относящиеся к «последним дням») как в футуристических толкованиях, так и частично в интерпретациях историцизма (где часть из них относят к прошедшим событиям в истории церкви). Претеристы относят исполнения их пророчеств к событиям раннехристианской истории или же (пророчества Ветхого Завета) к событиям в истории еврейского народа.

#### Пророчество о звере и числе 666
Одним из наиболее известных и в то же время наиболее спорным является пророчество 13 главы книги Откровения о двух зверях — семиглавом звере с десятью рогами, выходящем из воды, и звере с двумя рогами, выходящим из земли. Это пророчество оканчивается упоминанием числа 666, названным «числом зверя».
Существуют определённые различия в мнениях относительно того, кого следует подразумевать под этими зверями. Наиболее распространённые версии:
1. звери представляют собой сатану и Антихриста или же лжепророка;
2. первый из них — Антихрист, второй — его помощник или ученик;
3. звери представляют собой власть языческого Рима (в богословии претеризма);
4. первый из них — папство, второй — власть, которая поддерживает его (один из вариант в историцизме);

В раннем христианстве преобладали версии о связи этого пророчества с другими пророчествами об Антихристе. Версия о папстве была разработана протестантами во время Реформации в рамках богословской школы историцизма. Позже эти пророчества были истолкованы католическими богословами (Франциско Ривера, (Мануэль Лакунза) как относящимися к будущему, к более отдалённым временам. Это истолкование получило название футуризм и приобрело популярность не только в среде католиков, но и в среде современных протестантов.

#### Жена, облечённая в солнце
Жена́, облечённая в со́лнце (греч. γυνὴ περιβεβλημένη τὸν ἥλιον, лат. Mulier amicta sole, церк.-слав. Жена́ ѡблече́на въ со́лнце) — символический персонаж Откровения Иоанна Богослова (12:1—17). Образ Жены имеет различные богословские толкования, среди которых доминирует понимание его как христианской церкви в период гонений.

### Пророчества о поклонении

#### Слава Храма
В книге пророка Аггея, созданной во время восстановления иерусалимского Храма в 520—516 годах до н. э., рассказывается, что старики, помнившие величие Храма Соломона, были разочарованы скромностью и маленькими размерами восстановленного Зоровавелем Храма (Агг 2,3). После этого пророк Аггей получил откровение следующего содержания:
Ибо так говорит Господь Саваоф: ещё раз, и это будет скоро, Я потрясу небо и землю, море и сушу,
и потрясу все народы, и придёт Желаемый всеми народами, и наполню дом сей славою, говорит Господь Саваоф.
Мое серебро и Мое золото, говорит Господь Саваоф.
Слава сего последнего храма будет больше, нежели прежнего, говорит Господь Саваоф; и на месте сем Я дам мир, говорит Господь Саваоф.
(Агг 2:6-9)
Надо сказать, что Синодальный перевод неточен: более правильно трактовать фразу «хемдат коль ха-гоим» как «сокровища всех народов» или «избранные из всех народов» (см. комментарий А. П. Лопухина). Слава второго Храма среди народов древнего мира действительно превзошла славу первого Храма. «Библейский закон не запрещает посвящение жертв в Храме неевреями (Лев. 22:25), и, по-видимому, такие посвящения имели место в Первом Хр (I Ц. 8:41-43). В период Второго Храма эти жертвы стали столь многочисленны, что относительно них были приняты специальные постановления <…> Среди царей и правителей, присылавших жертвы в Храм, были Птолемей III, Антиох VII Сидет (когда он осаждал Иерусалим в 133 году до н. э.), римский наместник в Сирии Вителл, специально прибывший в Иерусалим, чтобы принести пасхальную жертву, и другие. Иосиф Флавий сообщает, что алтарь Иерусалимского Храма почитали как греки, так и другие народы (Война 5:17), и слава Храма достигла всех концов света (Война 4:262; ср. Светоний, „Жизнеописание Цезарей“, Август, 93)». Таким образом, в отличие от первого Храма, бывшего национальным святилищем еврейского народа, второй Храм стал центром притяжения для множества людей, симпатизировавших иудейскому монотеизму. Именно во втором Храме проповедовал Иисус Христос, чье учение легло в основу христианской религии. Говоря о размерах и украшениях Храма, следует вспомнить о том, что Ирод перестроил Храм Зоровавеля, в результате чего здание стало не менее (если не более) красивым и обширным, чем Храм Соломона. Талмуд утверждает, что «тот, кто не видел Храма Ирода, никогда в жизни не видел красивого здания» (ББ. 4а). Предсказание о скором «потрясении неба и земли» современники пророка Аггея, скорее всего, связали с собственными эсхатологическими ожиданиями; тем не менее, в исторической реальности его можно отнести к покорению Персидской империи Александром Македонским, сделавшему возможным возникновение эллинистической культуры — тесного культурного синтеза между Западом и Востоком, подготовившего распространение интереса к иудаизму среди язычников и возникновение христианства.
Интересно, что мусульманские апологеты (Абдаль-Ахад Даууд, Кайс аль-Кальби) связывают это пророчество с мираджем — чудесным перенесением Мухаммада в Иерусалим, а слово «хемда» с именем пророка. Эта концепция подвергалась критике ввиду её несоответствия контексту речи пророка Аггея и невозможности трактовки слова «хемда» как обозначения будущего Мессии или пророка [Бессонов 2011, 50-51].

## Пророчества Библии с точки зрения библейской критики
Пророчества Библии часто были темой критики со стороны представителей других религиозных убеждений, атеистов, скептиков. В настоящее время в научном сообществе преобладает восприятие Библии как книги, которая содержит не сверхъестественные откровения Бога пророкам, а просто определённые взгляды авторов этих книг.
Чаще всего подвергается критике предсказательная роль пророчеств. Здесь могут быть следующие взгляды на предсказания пророчеств Библии:
1. Пророчества на самом деле написаны позже тех событий, которые они предсказывают;
2. Пророчества написаны таким сложным для восприятия языком, что их легко можно истолковывать любым образом и многие события могут быть потом объявлены исполнением предсказанных событий[32].

### Критика неисполнившихся пророчеств
Отдельные пророчества Библии, которые в богословии относят к тем, которые уже исполнились, с точки же зрения библейских критиков всё-таки так и не исполнились. Эта одна из популярных тем библейской критики и она является предметом дискуссий между сторонниками традиционных богословских взглядов с одной стороны и критиками Библии и атеистами — с другой.
В некоторых случаях сторонники взглядов ортодоксального богословия сами причисляют некоторые пророчества к тем, которые не исполнились, но объясняют этот факт тем, что эти пророчества относились к условным, а не к безусловным, которые должны были исполниться в любом случае.

### Критика традиционной хронологии пророчеств Библии
Чаще всего альтернативные взгляды на датировку пророческих книг Библии связаны с книгами Даниила, Исаии и Откровения.
Предположение о том, что книга Даниила была написана значительно позже, было выдвинуто ещё в первые века христианства критиком христианского учения Порфирием. Он утверждал, что автором этой книги был иудей, живший во времена Антиоха Епифана, и пророчества этой книги он связывал с событиями восстания Маккавеев во II веке до н. э. Это утверждение сразу было подвергнуто критике со стороны христианских богословов (Евсевия Кесарийского, Иеронима Стридонского).
С распространением идей высшей библейской критики традиционные взгляды на авторство книги были подвергнуты сомнению и мнение о более позднем происхождении этой книги в светских кругах постепенно стало преобладающим. По крайней мере с конца XIX века в научном сообществе отнесение книги Даниила ко II веку до н. э. стало общепризнанным, после Второй мировой войны эта позиция распространилась и в Католической церкви. Обнаружение среди кумранских свитков рукописи Книги Даниила 4QDanc (датированной 125 годом до н. э.) не повлияло на мнения сторонников позднего происхождения книги Даниила.
Но при этом еврейский историк Иосиф Флавий упоминает Книгу Даниила как существовавшую во время завоеваний Александра Македонского (IV век до н. э.). В книге «Иудейские древности» описывается, как Александру после прибытия его в Иерусалим при встрече с иудейским первосвященником была показана Книга Даниила, в которой была предсказана победа Греции над Персией.
В современной светской библеистике преобладает мнение о том, что пророк Исаия является автором только 39 первых глав Книги Исаии, а остальные главы написаны неизвестными авторами. Предполагается, что время написания этих глав — около 540 года до н. э., то есть, возможно, как раз во время или сразу после «предсказанных» событий. Согласно этой точке зрения, автор пророчеств о Кире, завоевавшем Вавилон (Ис.45:1), жил не во времена пророка Исаии (в VIII и начале VII века до н. э.), а почти на два столетия позже:
«В настоящее время мало кто сомневается в том, что главы 40-55 книги Йешайаху [Исаии] не могли быть созданы пророком Йешайаху, сыном Амоца [Амоса], — создателем их был другой пророк, который жил и действовал почти на два века позднее…».
Тем не менее некоторые современные светские библеисты (так же, как и богословы ортодоксальных религиозных направлений) придерживаются традиционной версии, согласно которой Книгу пророка Исаии написал один человек. Предполагаемый второй пророк (так называемый Второисаия) не упоминается в исторических документах и рассматривается в библеистике как неизвестный или гипотетический пророк.